# Cheseaux-Noréaz
Cheseaux-Noréaz är en ort och kommun i distriktet Jura-Nord vaudois i kantonen Vaud, Schweiz. Kommunen har 739 invånare (2023).
Kommunen ligger längs Neuchâtelsjön.